# Lecithodendriidae
Famille
Les Lecithodendriidae sont une famille de trématodes de l'ordre des Plagiorchiida.

## Liste des genres
Selon World Register of Marine Species (10 février 2025) :
- Acanthatrium Faust, 1919
- Caprimolgorchis Jha, 1943
- Castroia Travassos, 1928
- Chiropterotrema Velez & Thatcher, 1992
- Glyptoporus Macy, 1936
- Gymnoacetabulum Lunaschi & Drago, 2007
- Lecithodendrium Looss, 1896
- Lecithoporus Mehra, 1935
- Magniuterina Shimazu, 2004
- Megacystium Zhang & Zhang, 2008
- Ochoterenatrema Caballero, 1943
- Ophiosacculus Macy, 1935
- Paralecithodendrium Odhner, 1910
- Pycnoporus Looss, 1899
- Sturniratrema Velez & Thatcher, 1992
- Topsiturvitrema Vélez & Thatcher 1992

## Systématique
Le nom valide complet (avec auteur) de ce taxon est Lecithodendriidae Lühe (d), 1901,. Ce taxon a été initialement créé comme sous-famille sous le nom Lecithodendrinae.
Lecithodendriidae a pour synonyme :
- Topsiturvitrematidae Lunaschi, 2006

### Publication originale
- (de) M. Lühe, « Zwei neue Distomen aus indischen Anuren », Centralblatt für Bakteriologie, Parasitenkunde und Infektionskrankheiten. 1 Abteilung, Medizinisch-hygienische Bakteriologie, Virusforschung und tierische Parasitologie. Referate, Iéna, Gustav Fischer, vol. 30, no 4,‎ 1901, p. 166-177 (OCLC 7133740, lire en ligne).